# Zentrale Militärkraftfahrtstelle

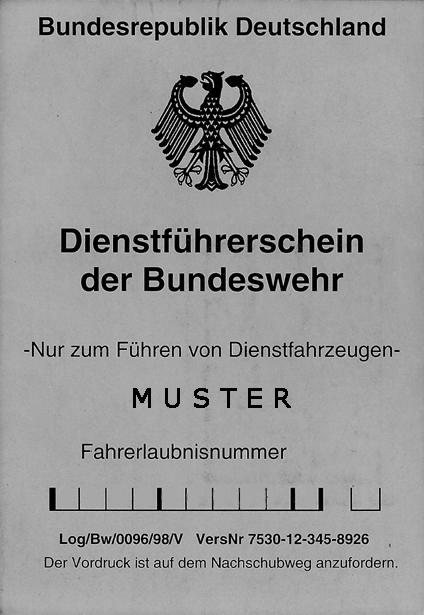
Vorderansicht Bundeswehrführerschein (Muster)

Die Zentrale Militärkraftfahrtstelle (ZMK) war die Anerkennungs- und Aufsichtsbehörde der Bundeswehr bezüglich Ausbildung, Prüfung und Anerkennung der amtlich anerkannten Sachverständigen und Prüfer für den Kraftfahrzeugverkehr (aaS und aaP) gemäß Kraftfahrsachverständigengesetz. Zu den Aufgaben der ZMK gehörte ferner die Führung der Register über erteilte Bundeswehr-Dienstfahrerlaubnisse, ausgegebene Dienstführerscheine und die durch die Bundeswehr zugelassenen Dienstfahrzeuge. Dazu gehörten auch die Kraftfahrzeuge und deren Anhänger  ausländischer Hauptquartiere in Deutschland.
Dienstsitz war Mönchengladbach-Rheindahlen.
Der Dienststellenleiter der ZMK war zugleich Leiter Militärisches Kraftfahrwesen (LtrMilKfW). In dieser Funktion überwachte er die Einhaltung der grundlegenden verkehrsrechtlichen Bestimmungen. Er war zudem für die Weiterentwicklung des Militärischen Kraftfahrwesens verantwortlich.
Der LtrMilKfW entschied über die Anwendung der in den gesetzlichen Vorschriften für die Zulassung von Personen und Fahrzeugen für den öffentlichen Straßenverkehr niedergelegten Ausnahmetatbestände. Unter anderem entschied er, ob Ausnahmen von Bauvorschriften für Fahrzeuge gemäß FZV, StVZO oder EG-Verordnung angemessen und militärisch notwendig sind.

## Struktur
Die Zentrale Militärkraftfahrtstelle unterstand truppendienstlich dem Streitkräfteamt und fachlich direkt dem Führungsstab der Streitkräfte. Die Dezernate „Militärisches Kraftfahrwesen“ der Wehrbereichskommandos waren ihm fachlich nachgeordnet. Darüber hinaus war es weisungsbefugt gegenüber allen amtlich anerkannten Sachverständigen und Prüfern für den Kraftfahrzeugverkehr der Bundeswehr.

## Geschichte
In Folge des neuen Stationierungskonzepts der Bundeswehr wurde die Zentrale Militärkraftfahrtstelle Ende 2012 als Behörde aufgelöst und dem im Januar 2013 neu aufgestellten Logistikkommando der Bundeswehr in Erfurt als Abteilung Militärisches Kraftfahrtwesen und Zentrale Militärkraftfahrtstelle angegliedert.

## Gegenwart
Am 20. April 2018 wurde die Abteilung Kraftfahrwesen des Logistikkommando der Bundeswehr in Erfurt, wieder selbständig und als Zentrum Kraftfahrwesen der Bundeswehr am selben Standort neu aufgestellt. Neben den Aufgaben einer zentralen Militärkraftfahrtstelle übernimmt es ab Juli 2018 auch die Führung der 20 Kraftfahrausbildungszentren (Fahrschulen) der Bundeswehr.